# The horror of Frankenstein (film de 1970)
The Horror of Frankenstein o El horror de Frankenstein es un film de terror británico de 1970 de Hammer Film Productions que es una remake de la película de 1957 The Curse of Frankenstein, también producida por Hammer Film Productions. Fue producida y dirigida por Jimmy Sangster. Esta protagonizada por Ralph Bates, Kate O'Mara, Veronica Carlson y David Prowse como el monstruo.

## Trama
El excéntrico científico Victor Frankenstein está decidido a continuar los experimentos de su antepasado, el Barón Von Frankenstein. Ambos comparten una obsesión: lograr que los muertos regresen a la vida. Al iniciar pruebas con animales, Victor revive a una tortuga, pero este pequeño éxito no le satisface, por lo que decide avanzar con su inquietante ambición: devolver la vida a un ser humano.
Victor se embarca en la creación de un hombre, uniendo partes de cuerpos desmembrados para darle forma. Sin embargo, al conseguir revivirlo, descubre que el resultado dista mucho de ser lo que esperaba. En lugar de una persona, se enfrenta a una criatura monstruosa, con un comportamiento violento y destructivo, dispuesto a arrasar con todo lo que encuentra a su paso.

## Reparto[3]
- Ralph Bates como Victor Frankenstein
- Kate O'Mara como Alys
- Veronica Carlson como Elizabeth Heiss
- Dennis Price como The Graverobber
- David Prowse como El monstruo
- Jon Finch como Lt. Henry Becker
- Bernard Archard como Prof. Heiss
- Graham James como Wilhelm Kassner
- James Hayter como Bailiff
- Joan Rice como La esposa de Graverobber
- Stephen Turner como Stephan

## Producción
El film fue la sexta incursión de la Hammer con el monstruo creado por Mary Shelley. La Productora ostenta un listado de 7 films sobre el popular monstruo: 
- 1957. La maldición de Frankenstein (Curse of Frankenstein)
- 1958. La venganza de Frankenstein (The revenge of Frankenstein)
- 1964. La maldad de Frankenstein (The evil fo Frankenstein)
- 1967. Frankenstein creó a la mujer (Frankenstein created woman)
- 1969. El cerebro de Frankenstein (Frankenstein musted be destroyed)
- 1970. El horror de Frankenstein (The horror of Frankenstein)
- 1974. Frankenstein y el monstruo del infierno (Frankenstein and the monster from hell)

Horror of Frankenstein se produjo como un reboot del film del director Terence Fisher: Curse of Frankenstein. Inicialmente el guion fue escrito por Jeremy Burnham y este lo hizo como una remake del film que la misma Hammer lanzó en 1957. El estudio encargó a Jimmy Sangster que reescribiera el guion y este lo hizo con la condición de también dirigir el film, según lo narra el sitio Classic Monsters Para la figura de Victor Frankenstein se recurrió a Ralph Bates, un actor emergente, en vez de Peter Cushing quien protagonizó las otras 6 películas, lo cual los sitios especializados lo han ponderado como un error. Mientras que para el papel del monstruo se eligió a David Prowse, quien años después sería popular por interpretar a Darth Vader en la saga original de films Star Wars.
El film fue estrenado en cine el 8 de octubre de 1970. En los Países Bajos fue estrenado el 26 de diciembre de 1970 mientras que a Estados Unidos llegó el 13 de enero de 1971. En Argentina este film fue transmitido por el ciclo de terror Viaje a lo Inesperado el 24 de abril de 1982 a través de canal 12 de Córdoba y canal 13 de Buenos Aires.

## Recepción
El film tiene una calificación de 5.8/10 en IMDb con más de 3000 valoraciones. Mientras que en FilmAffinity tiene una valoración de 5.3, mientras que en Rotten Tomatoes tiene una valoración de 58% en el tomatometer y 40% en el popcornmeter.